# Pristin
Pristin (coréen : 프리스틴; stylisée sous la forme de PRISTIN et anciennement connu sous le nom de Pledis Girlz) était un girl group sud-coréen formé par Pledis Entertainment en 2016 et dissout en 2019. Plusieurs membres du groupe sont apparues dans l'émission de télévision Produce 101. Les membres Nayoung et Kyulkyung, étant classées dans le top 11, ont pu faire leurs débuts dans le groupe I.O.I. Le groupe était composé de dix membres : Nayoung, Roa, Rena, Eunwoo, Yehana, Kyulkyung, Yuha, Sungyeon, Xiyeon et Kyla. Le groupe comprenait huit membres originaires de Corée du Sud, un des États-Unis et un de Chine.

## Histoire

### Pré-débuts
En 2013, certaines des membres ont performé aux côtés du groupe de leur agence, Seventeen, durant leurs concerts Like Seventeen. Nayoung a également fait des apparitions dans un certain nombre de clips, tel que dans "Game Over" de Kye Bum-zu, "Why Are We" de TROY et "Man of the Year" de Hanhae. Toutes les membres de Pledis Girlz sont apparues en tant que danseuses dans le clip d'Orange Caramel pour leur single "My Copycat".
En 2015, Eunwoo, Yaebin et Pinky sont apparues dans le clip "Mansae" des Seventeen. Avant de joindre Pledis Entertainment, Eunwoo avait participé aux émissions de télévision, Superstar K4 et The Voice Kids.
Nayoung, Minkyung, Kyungwon, Eunwoo, Yaebin, Pinky et Siyeon ont participé au programme de télévision Produce 101, diffusé du 22 janvier au 1er avril 2016 sur Mnet,,,,,,. Alors que cinq des membres ont été éliminés, Nayoung et Pinky sont devenues des membres du groupe I.O.I, qui a fait ses débuts le 4 mai avec le single "Dream Girls".
Yewon a servi de backdancer pendant le concert de Seventeen en février 2016.

#### Pledis Girlz
Pledis Entertainment a annoncé les débuts des Pledis Girlz, le 23 mars 2016. Eunwoo a collaboré sur une des chansons de Vernon du groupe Seventeen, intitulé "Sickness", une partie de la bande sonore pour le webtoon Love Revolution.
Elles sortent leur single digital "We" le 27 juin, composé par Eunwoo et Sungyeon et écrit par Minkyung, Eunwoo, Sungyeon et Siyeon.
En juillet 2016, Sungyeon est devenue candidate dans la compétition de chant Girl Spirit de JTBC,.
Elles ont tenu leur dernier concert en tant que Pledis Girlz, "BYE & HI", le 6 janvier 2017 et ont annoncé leur nom officiel de groupe dans le concert pour être PRISTIN, qui est un mélange de "prismatique" (brillant et clair) et "élastine" (force sans faille),.

### 2017: Débuts officiels
Le 2 mars, Pledis Entertainment sort un teaser par le biais des réseaux sociaux du groupe et confirment leurs débuts pour le 21 mars.
Le 21 mars, Pristin débute officiellement et sort son premier EP Hi! Pristin avec la chanson-titre "Wee Woo". Le 19 mai, le groupe sort un remix de "Black Widow" pour mettre fin à la promotion de Hi! Pristin,.
Le 23 août, le groupe sort son second mini-album Schxxl Out avec le clip vidéo du titre principal "We Like".
Le 12 octobre, il a été annoncé que Kyla stopperait toutes activités avec le groupe a cause de problème de santé. Elle est retournée aux États-Unis afin de se concentrer sur son rétablissement.

### 2018-2019
Le 8 mai 2018, la création d'une sous-unité nommée Pristin V est annoncée. Elle est composée de Nayoung, Roa, Eunwoo, Rena et Kyulkyung. Pristin V fait ses débuts le 28 mai 2018 avec le single Like A V.
Le 24 mai 2019, Pledis Entertainment annonce la séparation du groupe. Seules Kyulkung, Yehana et Sungyeon décident de renouveler leur contrat avec l'agence.

## Membres
| Nom de scène | Nom de scène | Nom de naissance | Nom de naissance | Date de naissance | Nationalité  | Position                                                                          |
| Romanisé     | Coréen       | Romanisé         | Coréen/Chinois   | Date de naissance | Nationalité  | Position                                                                          |
| ------------ | ------------ | ---------------- | ---------------- | ----------------- | ------------ | --------------------------------------------------------------------------------- |
| Nayoung      | 나영         | Im Na Yeong      | 임나영           | 18 décembre 1995  | Sud-coréenne | Leader, danseuse principale, rappeuse secondaire, chanteuse, unnie (la plus âgée) |
| Roa          | 로아         | Kim Min Kyung    | 김민경           | 29 juillet 1997   | Sud-coréenne | Chanteuse secondaire, visuel, danseuse                                            |
| Yuha         | 유하         | Kang Kyung Won   | 강경원           | 5 novembre 1997   | Sud-coréenne | Chanteuse secondaire, danseuse                                                    |
| Eunwoo       | 은우         | Jung Eun Woo     | 정은우           | 1er juillet 1998  | Sud-coréenne | Chanteuse principale, danseuse                                                    |
| Rena         | 레나         | Kang Yae Bin     | 강예빈           | 19 octobre 1998   | Sud-coréenne | Rappeuse principale, danseuse secondaire, chanteuse                               |
| Kyulkyung    | 결경         | Zhou Jieqiong    | 周洁琼           | 16 décembre 1998  | Chinoise     | Danseuse principale, chanteuse, visuel, visage du groupe                          |
| Yehana       | 예하나       | Kim Ye Won       | 김예원           | 22 février 1999   | Sud-coréenne | Chanteuse principale, danseuse secondaire                                         |
| Sungyeon     | 성연         | Bae Sung Yeon    | 배성연           | 25 mai 1999       | Sud-coréenne | Chanteuse principale, danseuse                                                    |
| Xiyeon       | 시연         | Park Si Yeon     | 박시연           | 14 novembre 2000  | Sud-coréenne | Chanteuse secondaire, danseuse secondaire, rappeuse secondaire, visuel, centre    |
| Kyla         | 카일라       | Kyla Massie      | 카일라 매시      | 26 décembre 2001  | Américaine   | Rappeuse secondaire, chanteuse, danseuse, maknae (la plus jeune)                  |

À noter que l'âge n'est pas le même en Corée du Sud. Pour avoir l'âge coréen des membres, il faut rajouter un an.

## Discographie

### Mini-albums (EPs)
| Titre       | Détails de l’album | Meilleures positions | Meilleures positions | Meilleures positions | Meilleures positions | Ventes                                       |
| Titre       | Détails de l’album | COR                  | JPN                  | TW Five              | US World             | Ventes                                       |
| ----------- | --- | -------------------- | -------------------- | -------------------- | -------------------- | -------------------------------------------- |
| Hi! Pristin | - Date de sortie : 21 mars 2017 - Labels : Pledis Entertainment, LOEN Entertainment - Formats : CD, téléchargement numérique | 4                    | 157                  | 10                   | 10                   | - COR : plus de 43 300 - JPN : plus de 1 145 |
| Schxxl Out  | - Date de sortie : 23 août 2017 - Labels : Pledis Entertainment, LOEN Entertainment - Formats : CD, téléchargement numérique | 4                    | 116                  | 4                    | 5                    | - COR : plus de 27 276 - JPN : plus de 952   |

### Singles
| Titre                                                                               | Année | Meilleures positions | Meilleures positions | Ventes                  | Album       |
| Titre                                                                               | Année | COR                  | US World             | Ventes                  | Album       |
| ----------------------------------------------------------------------------------- | ----- | -------------------- | -------------------- | ----------------------- | ----------- |
| "Wee Woo"                                                                           | 2017  | 49                   | 11                   | - COR : plus de 157 728 | Hi! Pristin |
| "Black Widow"                                                                       | 2017  | —                    | —                    | NC                      | Hi! Pristin |
| "We Like"                                                                           | 2017  | 94                   | —                    | - COR : plus de 21 804  | Schxxl Out  |
| "—" signifie que le titre ne s'est pas classé ou n'est pas sorti dans cette région. |       |                      |                      |                         |             |

### Singles promotionnels
| Titre | Année | Meilleures positions | Ventes                 | Album       |
| Titre | Année | COR                  | Ventes                 | Album       |
| ----- | ----- | -------------------- | ---------------------- | ----------- |
| "We"  | 2016  | 113                  | - COR : plus de 19 922 | Hi! Pristin |

## Filmographie

### Télévision
| Année | Emission                             | Chaîne     | Membre(s)                                                     | Notes                                                                         |
| ----- | ------------------------------------ | ---------- | ------------------------------------------------------------- | ----------------------------------------------------------------------------- |
| 2012  | Superstar K4                         | Mnet       | Eunwoo                                                        |                                                                               |
| 2013  | The Voice Kids                       | Mnet       | Eunwoo                                                        |                                                                               |
| 2015  | Show Me the Money                    | Mnet       | Yaebin                                                        |                                                                               |
| 2016  | Produce 101                          | Mnet       | Nayoung, Minkyung, Kyungwon, Eunwoo, Yaebin, Jieqiong, Siyeon | Nayoung et Pinky se classent dans le top 11 et deviennent des membres d'I.O.I |
| 2016  | Standby I.O.I                        | Mnet       | Nayoung, Pinky                                                |                                                                               |
| 2016  | Talent for Sale                      | KBS2       | Nayoung, Pinky                                                | Episode 1 et 2                                                                |
| 2016  | Two Yoo Project Sugar Man            | JTBC       | Nayoung, Pinky                                                | Episode 28                                                                    |
| 2016  | Hello, Our Native Language           | KBS1       | Nayoung                                                       | Episode 13                                                                    |
| 2016  | SNL Korea                            | tvN        | Nayoung, Pinky                                                | Episode 149                                                                   |
| 2016  | Battle Trip                          | KBS2       | Nayoung, Pinky                                                | Episode 4                                                                     |
| 2016  | Battle Trip                          | KBS2       | Pinky                                                         | Episode 11 et 12                                                              |
| 2016  | Knowing Bros                         | JTBC       | Nayoung, Pinky                                                | Episode 23                                                                    |
| 2016  | Vitamin                              | KBS2       | Nayoung                                                       | Episode 630                                                                   |
| 2016  | With You 2                           | JTBC       | Nayoung, Pinky                                                |                                                                               |
| 2016  | Taxi                                 | tvN        | Nayoung, Pinky                                                | Episode 429 et 430                                                            |
| 2016  | Happy Together saison 3              | KBS2       | Nayoung                                                       | Episode 453                                                                   |
| 2016  | Hello Counselor                      | KBS2       | Pinky                                                         | Episode 278                                                                   |
| 2016  | With You Season 2: The Greatest Love | JTBC       | Nayoung, Pinky                                                |                                                                               |
| 2016  | Immortal Songs 2                     | KBS2       | Nayoung, Pinky                                                | Episode 255                                                                   |
| 2016  | Sister's Slam Dunk                   | KBS2       | Nayoung, Pinky                                                | Episode 6                                                                     |
| 2016  | Girl Spirit                          | JTBC       | Sungyeon                                                      |                                                                               |
| 2016  | LAN Cable Friends I.O.I              | Mnet       | Nayoung, Pinky                                                | Apparition en tant qu'invitée d'Eunwoo dans l'épisode 2                       |
| 2016  | A Man Who Feeds The Dogs             | Channel A  | Nayoung, Pinky                                                |                                                                               |
| 2016  | After School Club                    | Arirang TV | Nayoung, Pinky                                                | Episode 224                                                                   |
| 2016  | Weekly Idol                          | MBC        | Nayoung, Pinky                                                | Episode 266                                                                   |
| 2016  | I Can See Your Voice 3               | Mnet       | Nayoung, Pinky                                                | Episode 11                                                                    |
| 2016  | Please Take Care of My Vanity 2      | FashionN   | Minkyung et Eunwoo                                            | Episode 2                                                                     |
| 2016  | Please Take Care of My Vanity 2      | FashionN   | Kyungwon et Siyeon                                            | Episode 3                                                                     |
| 2016  | Star Show 360                        | MBC        | Nayoung, Pinky                                                | Episode 5 et 6                                                                |
| 2016  | Knowing Bros                         | JTBC       | Nayoung, Pinky                                                | Episode 53                                                                    |

## Vidéographie

### Clips vidéos
| Année | Titre     | Réalisateur(s)                                | Réf.   |
| ----- | --------- | --------------------------------------------- | ------ |
| 2016  | "We"      | Jimmy (Brainshock Pictures)                   | [ 38 ] |
| 2017  | "Wee Woo" | Kim Young-jo & Yoo Seung-woo (Naive Creative) | [ 39 ] |
| 2017  | "We Like" | Kim Young-jo & Yoo Seung-woo (Naive Creative) | [ 40 ] |

### Apparitions dans des clips vidéos
| Année | Titre              | Artiste(s)     | Membre(s)                           |
| ----- | ------------------ | -------------- | ----------------------------------- |
| 2010  | "Bang!"            | After School   | Siyeon                              |
| 2010  | "A-ing"            | Orange Caramel | Siyeon                              |
| 2011  | "Love Letter"      | Happy Pledis   | Siyeon                              |
| 2014  | "Game Over"        | Kye Bum-zu     | Nayoung                             |
| 2014  | "My Copycat"       | Orange Caramel | Toutes                              |
| 2014  | "Why are We"       | Troy           | Nayoung                             |
| 2014  | "Falling Slowly"   | Han Donggeun   | Minkyung                            |
| 2015  | "Man of the Year"  | Hanhae         | Nayoung                             |
| 2015  | "I'm Bad"          | NU'EST         | Siyeon                              |
| 2015  | "Mansae"           | Seventeen      | Eunwoo, Yaebin, Pinky               |
| 2015  | "Pick Me"          | Produce 101    | Toutes sauf Yewon, Sungyeon et Kyla |
| 2016  | "Overcome"         | NU'EST         | Kyungwon                            |
| 2016  | "Crush"            | I.O.I          | Nayoung, Pinky                      |
| 2016  | "Dream Girls"      | I.O.I          | Nayoung, Pinky                      |
| 2016  | "Whatta Man"       | I.O.I          | Nayoung, Pinky                      |
| 2016  | "If You"           | Ailee          | Nayoung                             |
| 2016  | "Daybreak"         | NU'EST         | Minkyung                            |
| 2016  | "Very, Very, Very" | I.O.I          | Nayoung, Pinky                      |

## Concerts et tournées

### Concerts de Pledis Girlz (2016)
| No. | Date              | "Member Day" | Invités spéciaux              |
| --- | ----------------- | ------------ | ----------------------------- |
| 1   | 14 mai 2016       | Yaebin       | Aucun                         |
| 2   | 21 mai 2016       | Siyeon       | Aucun                         |
| 3   | 28 mai 2016       | Sungyeon     | Aucun                         |
| 4   | 4 juin 2016       | Eunwoo       | Aucun                         |
| 5   | 11 juin 2016      | Yewon        | Aucun                         |
| 6   | 18 juin 2016      | Kyla         | Aucun                         |
| 7   | 25 juin 2016      | Kyungwon     | Aucun                         |
| 8   | 2 juillet 2016    | Minkyung     | Aucun                         |
| 9   | 23 juillet 2016   | Sungyeon     | Aucun                         |
| 10  | 30 juillet 2016   | Siyeon       | Hwang Inseon                  |
| 11  | 6 août 2016       | Yewon        | Park Soyeon                   |
| 12  | 13 août 2016      | Eunwoo       | D.A.L, Kim Dajung, Kim Jisung |
| 13  | 20 août 2016      | Kyla         | An Yeseul                     |
| 14  | 27 août 2016      | Yaebin       | Yoon Seohyung                 |
| 15  | 3 septembre 2016  | Kyungwon     | I.O.I                         |
| 16  | 10 septembre 2016 | Minkyung     | Han Donggeun                  |